# Estação Krasnopressneniskaia
Krasnopressneniskaia (em russo:  Краснопресненская) é uma das estações da linha Kolhtsevaia (Linha 5) do Metro de Moscovo, na Rússia. Estação «Krasnopressneniskaia» está localizada entre as estações «Bielorrússkaia» e «Kievskaia».